# Всесвітній день готів
Всесвітній день готів відзначається 22 травня. Офіційний вебсайт Всесвітнього дня готів визначає його як «день, коли готична культура має можливість відсвяткувати власне буття і можливість повідомити про свою присутність решті світу».
Всесвітній день готів виник у Великій Британії у 2009 році. BBC Radio 6 протягом тижня у травні розглядав низку музичних субкультур, зокрема готичну. Готичні ді-джеї Круел Британнія та Мартин Олдгот оголосили це днем готів. Вони вирішили, що 22 травня щороку буде святкуватися Всесвітній день готів.
Святкування розповсюдилося за межами Сполученого Королівства, а вебсайт був започаткований для координації та просування подій у всьому світі.
Всесвітній день готів відзначає субкультурні аспекти готичної субкультури. Такі аспекти культури, як мода, музика та мистецтво, відзначають покази мод, художні виставки та музичні вистави. У багатьох заходах беруть участь місцеві готичні групи, а деякі набули благодійного характеру завдяки заходам у Великій Британії та Австралії, що підтримують такі благодійні організації, як Британський фонд Софі Ланкастер, благодійна організація, яка намагається приборкати забобони та ненависть до субкультур.